# Sangre Grande
Sangre Grande es una localidad de Trinidad y Tobago, que forma parte de la región de Sangre Grande.

## Geografía
La localidad abarca parte de la isla Trinidad y limita al norte con Valencia, al sur con Maraj Hill y Sangre Chiquito, al este con Oropouche y Fishing Pond y al oeste con Turure y Guaico.

## Demografía
Datos demográficos de la localidad de Sangre Grande:
| Gráfica de evolución demográfica de Sangre Grande entre 2000 y 2011 |
|                                                                     |

## Historia
El nombre Sangre Grande viene del español, y se ha sugerido que la ciudad fue nombrada así por una batalla que tuvo lugar entre los amerindios nativos y los colonos españoles. Sin embargo, esta interpretación no está apoyada por los registros históricos. Otras fuentes afirman que el verdadero origen del nombre se refiere a cuando, a finales de la década de 1770, los inspectores españoles que fueron trazando la isla a los efectos de la creación de un mapa, encontraron que las aguas de dos de los afluentes del río Oropouche eran rojos como la sangre, de allí la denominación.
Es la sede de la Región corporativa de Sangre Grande. La ciudad cae en la circunscripción de la comisión electoral formada por Toco y Sangre Grande. El miembro del Parlamento por la circunscripción Toco / Sangre Grande y por extensión de la propia Sangre Grande es Rupert Griffith.